# Bill Zadick

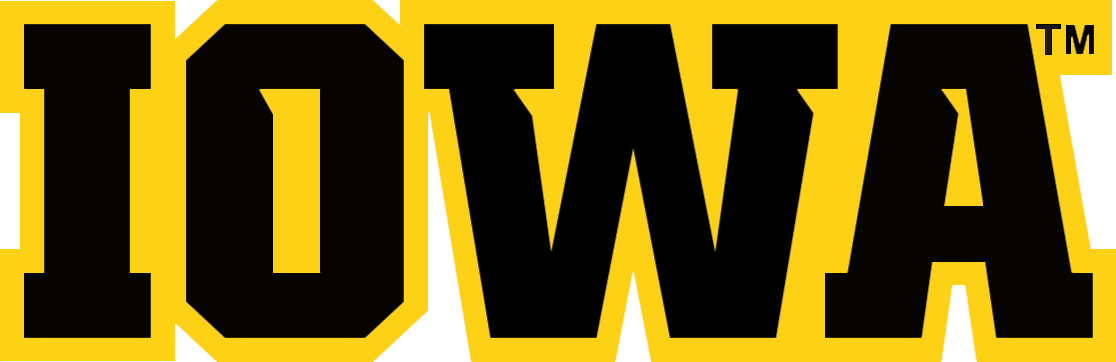
Zawodnik Iowa Hawkeyes

William Michael Zadick (ur. 3 kwietnia 1973) – amerykański zapaśnik w stylu wolnym. Mistrz świata z 2006 i siódmy w 2001. Brąz na mistrzostwach panamerykańskich w 2007. Drugi w Pucharze Świata w 2003 i trzeci w 2002 roku.
Zawodnik Great Falls High School z Great Falls i University of Iowa. Dwa razy All-American (1995, 1996) w NCAA Division I, pierwszy w 1996; piąty w 1995 roku.
Starszy brat Mike’a Zadicka.